# Bruine dwerg

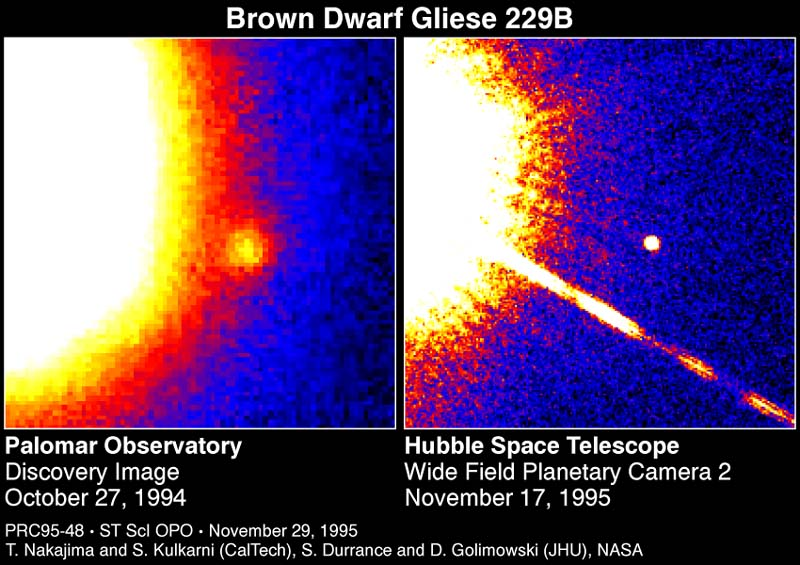
Gliese 229B; links de ontdekkingsfoto, rechts een Hubble-opname. Merk op dat de ster links op het beeld zelf een rode dwerg is, dus van een klein en lichtzwak type.

Een bruine dwerg is een hemellichaam met een massa die kleiner is dan een ster, maar groter dan een gasreus.

## Inleiding
Bruine dwergen worden op dezelfde wijze gevormd als een ster, dat wil zeggen door contractie van een wolk waterstofgas. Bij een bruine dwerg is de massa van het samentrekkende gas echter onvoldoende om  fusie van protonen op gang te brengen. De bruine dwerg is slechts in staat tot fusie van deuterium of lithium.
De kleur van een bruine dwerg is niet bruin, maar in werkelijkheid rood. De naam rode dwerg heeft echter al een andere betekenis: dat is een ster, dus met echte kernfusie, groter dan een bruine dwerg, maar met een massa van de helft of minder dan die van de Zon. De grens tussen bruine dwergen en rode dwergen ligt bij ongeveer 0,07 zonnemassa.
Men onderscheidt bruine dwergen van spectraalklasse M, L, T, en Y door middel van hun (nabij)infrarode spectra.

## Bruine dwergen en gasreuzen (planeten)

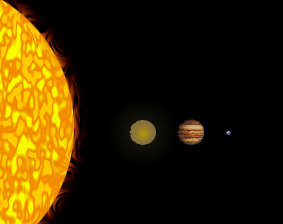
Bruine dwergster (links-midden) ten opzichte van de Zon (links), Jupiter (rechts-midden) en de Aarde (rechts)

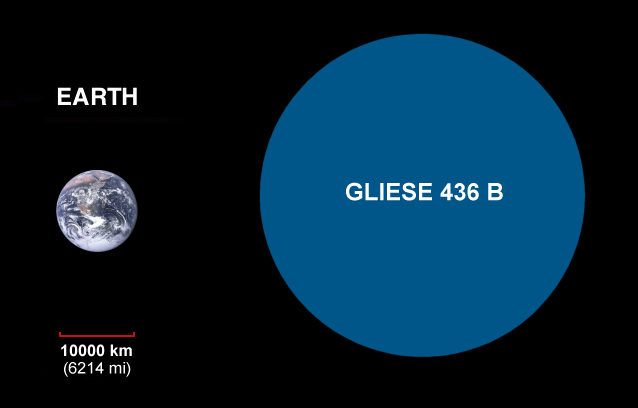
De aarde ten opzichte van Gliese 436 B

Er zijn twee manieren om bruine dwergen van gasreuzen te onderscheiden:
1. Door de manier van ontstaan - bruine dwergen zijn directe contracties van een waterstofwolk, planeten ontstaan als zich samenvoegende blokken van ijs of rots (planetesimalen), en zuigen als ze groter zijn (de zogenaamde gasreuzen) later waterstof op uit de omgeving.
2. Door het formaat - in planeten wordt de temperatuur nooit hoog genoeg voor kernfusie, in bruine dwergen wordt zij wel hoog genoeg voor enige kernfusie (specifiek die van deuterium), maar niet voor de fusie van waterstofkernen zoals die in 'echte' sterren plaatsvindt.

De eerste definitie is de traditionele, maar heeft als nadeel dat het moeilijk controleerbaar is. Met de tweede definitie is de grootte van een bruine dwerg strak bepaald: Ze hebben tussen 13 en 70 keer de massa van Jupiter. Ze zijn kleiner dan 0,07 zonnemassa, maar groter dan 0,013 zonnemassa.

## Ontdekking van bruine dwergen
Lange tijd heeft men gezocht naar bruine dwergen. Een aantal keren was er vals alarm; wat op het eerste gezicht een bruine dwerg in een open sterrenhoop als de Plejaden leek te zijn, was in werkelijkheid een achtergrondster, maar in 1995 werd er voor het eerst succes geboekt. De eerste 'hits' kwamen uit de Plejaden, en staan bekend als PPl 15, Teide 1 en Calar 3, maar het object dat alle twijfel wegnam en momenteel de best bestudeerde bruine dwerg is, is Gliese 229B. Gliese 229B is een kleine begeleider van Gliesse 229, zelf ook niet meer dan een rode dwerg. De massa van Gliese 229B wordt geschat op 30 tot 50 maal de massa van Jupiter. Doordat Gliese 229B ouder is dan de bruine dwergen in de Plejaden, is hij ook koeler, en onderscheidt zich daarom beter van de kleinste sterren, die veel minder snel afkoelen. De eerste bruine dwerg die in de 'lege ruimte', dus niet in een sterrenhoop of bij een andere ster, werd aangetroffen was Kelu-1 in 1997.
Een duidelijke aanwijzing dat een object een bruine dwerg is en niet een kleine ster, is de aanwezigheid van lithium. In sterren verdwijnt de aanwezige lithium al snel door fusie, maar in bruine dwergen wordt de temperatuur nooit hoog genoeg om de fusie van lithium mogelijk te maken. Oudere bruine dwergen zijn daarnaast kenbaar aan de aanwezigheid van methaan, dat wijst op een oppervlaktetemperatuur van minder dan 1300 kelvin.

## Voorkomen van bruine dwergen
Sinds de eerste ontdekking zijn meer bruine dwergen gevonden. Tellingen gedaan in de Plejaden geven zelfs aan dat bruine dwergen ongeveer even veel voorkomen als gewone sterren. Aan de ene kant is dat natuurlijk veel, aan de andere kant geeft het ook aan dat verwachtingen dat bruine dwergen een belangrijk aandeel zouden hebben in de donkere massa in sterrenstelsels onjuist zijn, aangezien bruine dwergen veel lichter zijn dan sterren.
Opvallend is dat bruine dwergen alleen voorkomen, of samen met andere bruine dwergen of rode dwergen, maar niet in de omgeving van massievere sterren zijn aangetroffen.
In 2021 waren er 88 bruine dwergen bekend binnen 33 lichtjaar van de Zon.

## Koudste bruine dwerg
De koudste bekende bruine dwerg was enige tijd ULAS J0034-00. Later werd het record van J0034-00 is gebroken door WISE 1828+2650 (<300 K) en WISE 0855-0714 (225 - 260 K).